# Bahnhof Paris-Bercy-Bourgogne-Pays-d’Auvergne
Der Bahnhof Paris-Bercy-Bourgogne-Pays-d’Auvergne (bis 13. September 2016 Gare de Paris-Bercy, umgangssprachlich Gare de Bercy) ist ein Kopfbahnhof in der französischen Hauptstadt Paris. Er befindet sich im 12. Arrondissement, unweit des Gare de Lyon.

## Geschichte
Der Gare de Bercy wurde erst in jüngerer Zeit zur Aufnahme von Autoreisezügen angelegt. Er entstand auf dem Gelände eines ehemaligen Güterbahnhofs, der vor allem der Versorgung der Stadt mit Wein diente.

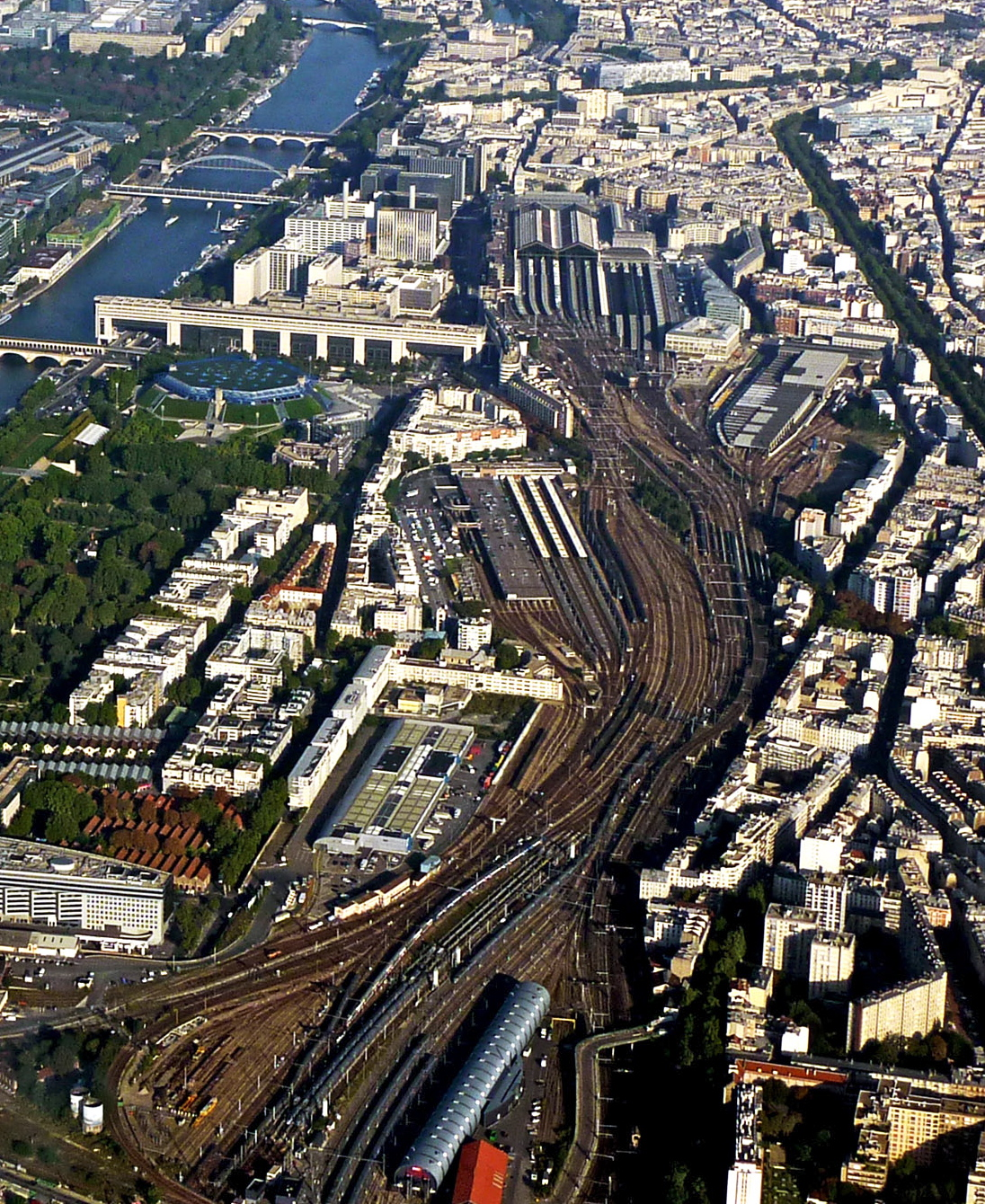
Gare de Bercy links des Gleisvorfelds des Gare de Lyon

Ende des 18. Jahrhunderts hatten Flussschiffer damit begonnen, ihre auf der Seine nach Paris transportierten Weinfässer aus der Bourgogne in Bercy am Ostrand der Stadt auszuladen. Da der Ort bis 1860 eine selbstständige Gemeinde war, vermieden sie so den bei der Einfuhr nach Paris fälligen Stadtzoll, und auch die dortigen Ausflugslokale profitierten davon. Bis zum Bau der Bahnstrecke Paris–Marseille durch die Eisenbahngesellschaft Compagnie des chemins de fer de Paris à Lyon et à la Méditerranée (P.L.M.) waren bereits zahlreiche Lager entstanden.
Innerhalb weniger Jahre übernahm die Eisenbahn den gesamten Weintransport. Südöstlich der Gleise zum Gare de Lyon wurde ein Güterbahnhof angelegt, dessen Gleise eine Gesamtlänge von 9480 m aufwiesen. Über 42 Drehscheiben konnten die Güterwagen zu den bzw. direkt in die Lagerhallen verschoben werden. Dies geschah zunächst mit Pferden und später mit Latil-Zugmaschinen. In den 1930er Jahren wurden durchschnittlich pro Jahr 18.000 Fasswagen und 5000 mit Weinfässern beladene Güterwagen, d. h. 3,4 Millionen Hektoliter Wein, gezählt. Zudem wurden in Bercy ähnliche Mengen an Weinen aus Algerien, Spanien und Portugal von Rouen her auf Seineschiffen angeliefert.
In den 1960er Jahren wurde mit dem Abriss bzw. der Umnutzung der Lagergebäude begonnen. Die Güterwagen nahmen neue Wege, und der Weintransport verlagerte sich mehr und mehr auf die Straße. 1977 wurde der neue Bahnhof eröffnet, der zunächst nur der Verladung von Kraftfahrzeugen in Autoreisezüge diente. 25 Jahre später wurde, da der Gare de Lyon während der Hauptverkehrszeiten nicht mehr ausreichte, der Gare de Bercy auch für den Reiseverkehr – zunächst für Nachtzüge – geöffnet.

## Verkehr

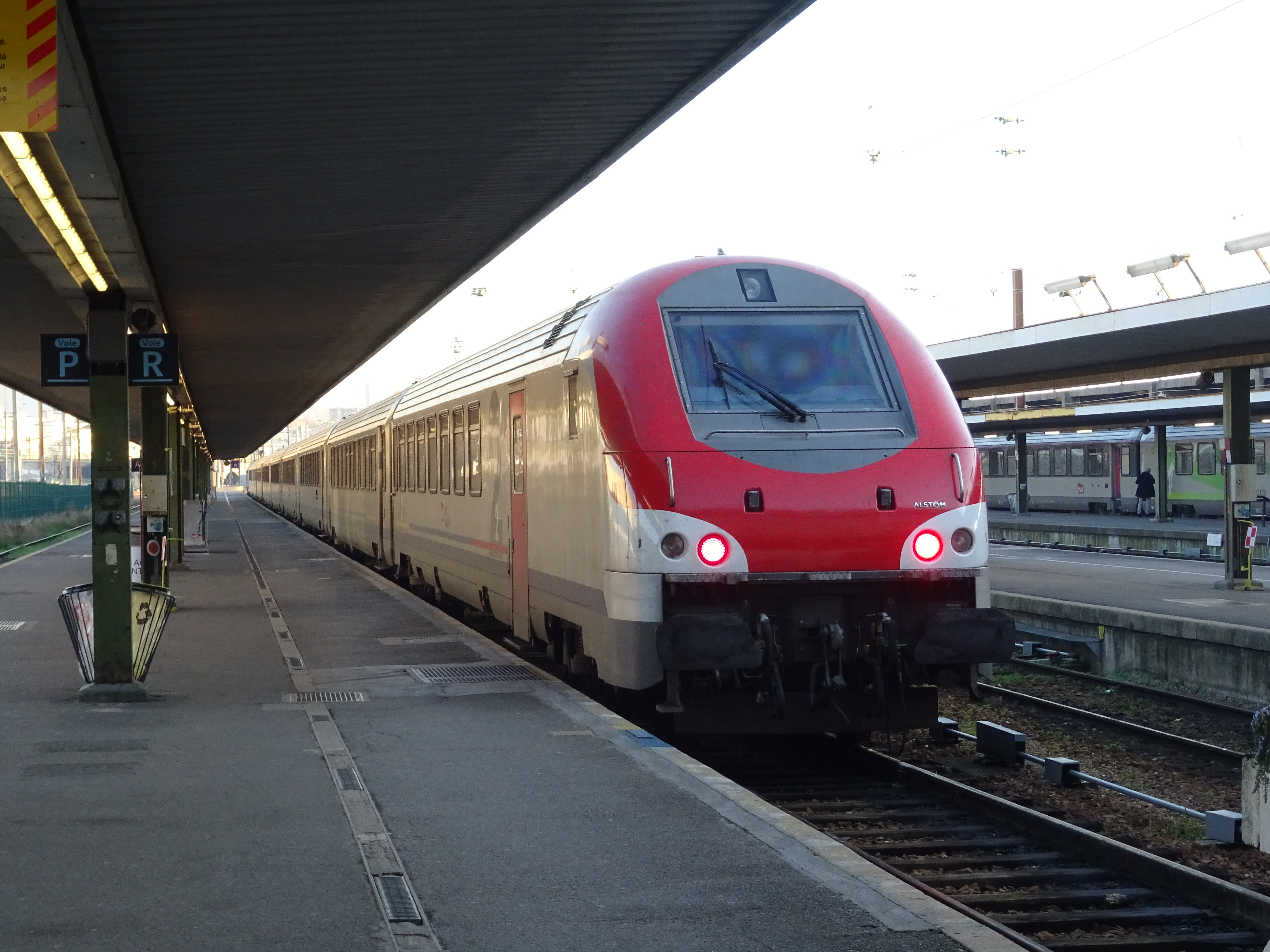
Steuerwagen eines TER-Regionalzugs auf Gleis R

Am Gare de Bercy verkehren hauptsächlich Intercités, aber auch Regionalzüge (TER und Transilien).
Es bestehen Verbindungen mit dem TER nach Avallon, Auxerre, Clamecy, Dijon und Lyon sowie mit Intercités nach Montargis, Nevers und Clermont-Ferrand.
Die Autoreisezüge fuhren das ganze Jahr über nach Avignon, Fréjus, Marseille, Nizza und Toulon. Perpignan wurde nur im  Sommer angefahren. Das besondere an den Autozügen war, dass sie keine Reisezugwagen mitführten; Personen mussten daher parallel zum Autozug vom Gare de Lyon oder einem anderen Bahnhof der Stadt zum Ziel fahren. Mitte Dezember 2019 wurde der Autozugverkehr eingestellt.
Neben den Zügen der französischen Bahngesellschaft SNCF verkehren an der unterirdisch verknüpften Station Bercy zwei Linien der Pariser Métro. Das sind die Linien 6 und 14, die von der RATP betrieben werden.

## Umgebung
In unmittelbarer Nähe des Bahnhofs liegt die Sportarena AccorHotels Arena.